# Knjižnica Šentvid
Knjižnica Šentvid je dislocirana enota Knjižnice Šiška s sedežem na Prušnikovi 106 (Ljubljana).

## Zgodovina
Zametki knjižnice Šentvid segajo v leto 1866, ko je bila pod vodstvom šentviškega duhovnika Blaža Potočnika ustanovljena čitalnica. Leta 1883 so Šentvidčani ustanovili Katoliško društvo rokodelskih pomočnikov, pod njegovim okriljem sta delovala tudi knjižnica in čitalnica. Med drugo svetovno vojno je knjižnico vodilo Kulturno prosvetno društvo. Leta 1964 je postala enota Knjižnice Šiška.

## Knjižnica danes
Danes se knjižnica nahaja v pritličju stavbe na Prušnikovi 106. Njeno gradivo je leta 2005 obsegalo 47.100 knjižnih enot. Poleg teh je bilo na voljo še okoli 500 videokaset, 600 avdiokaset, 3.000 zgoščenk, 20 DVD-jev in 20 CD-romov. V čitalnici so lahko obiskovalci prebirali 70 slovenskih in tujih revij in časopisov. Leta 2005 so postregli 116.900 obiskovalcem, ki so si izposodili 155.000 knjig, 1.300 serijskih publikacij in 22.000 enot neknjižnega gradiva.